# James Maye
James Maye (Kennesaw, Georgia, 29 de enero de 1981) es un exjugador y entrenador de baloncesto estadounidense que actualmente dirige a Gladiadores de Anzoátegui de la SPB. Con 2,01 metros de estatura, jugaba en la posición de alero. Entre 2003 y 2017 actuó para diversos equipos de América, Europa y Asia. Adquirió la nacionalidad dominicana para jugar con la selección de baloncesto de República Dominicana.

## Trayectoria

### Universidad
Maye fue reclutado por la Universidad de Carolina del Norte en Greensboro en 1998 para jugar con los Spartans, el equipo de baloncesto de la institución que competía en la Southern Conference de la División I de la NCAA. Allí permaneció hasta 2003, jugando un total de 119 encuentros en los que promedió 13,2 puntos, 5,7 rebotes y 1,7 asistencias por partido.

### Profesional
Se presentó al Draft de la NBA de 2003 pero no resultó elegido por ninguna franquicia. En consecuencia decidió iniciar una carrera como jugador profesional de baloncesto fuera de su país. 
Sus primeros destinos fueron el Asker Aliens de Noruega y el PAOK Salónica BC de Grecia, registrando un breve paso entre ambas experiencias en el club venezolano Marinos de Anzoátegui durante la Liga Sudamericana de Clubes 2004. 
En 2005, ya de regreso en su país, se incorporó a los Dakota Wizards de la Continental Basketball Association. Su buena actuación en el torneo captó la atención de los San Antonio Spurs, que lo invitaron a un campo de entrenamiento con vistas a ofrecerle un contrato temporario en caso de que colmara las expectativas que el cuerpo técnico tenía sobre él (algo que finalmente no sucedió). Al concluir la temporada de la CBA, se unió a los Rome Gladiators de la World Basketball Association. Sin embargo algunos meses después retornó a los Dakota Wizards, que acababan de ser incorporados a la NBA Development League. Tras consagrarse campeón con su equipo, Maye aceptó jugar con el Khimik-OPZ Yuzhny en el tramo final de la Superliga de Baloncesto de Ucrania.
Buscando llegar a las ligas mayores, Maye participó de la NBA Summer League de 2007 en Orlando, Florida, como miembro de los New Jersey Nets. Empero no recibió ofertas para jugar en la NBA.
Aceptando que su destino como jugador profesional estaba fuera de su país, Maye se unió a los Aisin SeaHorses, equipo con el que conquistaría la JBL Superleague en 2008.

### Selección nacional
Maye adquirió la nacionalidad dominicana en 2014 para jugar con la selección de baloncesto de la República Dominicana. Estuvo presente, entre otros torneos, en los Juegos Panamericanos de 2015. 

## Premios y reconocimientos
- Mejor tirador de libres NBDL (2007)
- MVP de la Liga Invitacional de Baloncesto FCB (2009).